# مكاسب مفاجئة (فلم 2022)
مكاسب مفاجئة (بالإنجليزية: Windfall) هو فيلم أمريكي عن الجريمة والإثارة لعام 2022، من إخراج شارلي ماكدويل، ومن سيناريو وتأليف أندرو كيفن ووكر وجوستن لادر، ومن بطولة جيسون سيغل وليلي كولينز وجيسي بليمنز، تم إصداره في 18 مارس 2022.

## روابط خارجية
- مقالات تستعمل روابط فنية بلا صلة مع ويكي بيانات